# Občanské judo
Občanské judo je televizní pořad TV Nova zabývající se publicistikou a řešením problémů obyčejných lidí. Reportéři pořadu pomohli k odhalení několika kauz. Redaktory a moderátory jsou Pavlína Danková, Lenka Hornová, Gabriela Bártíková a Michaela Jílková. TV Nova vydala tři knihy s radami z tohoto pořadu.